# Боерица
Вижте пояснителната страница за други значения на Боерица.
Боерица е село в Западна България. То се намира в Община Ихтиман, Софийска област.

## География
Село Боерица се намира в планински район, на около 7 км от Ихтиман, 2 км от с. Живково, 1 км от с. Венковец и на 7 км от язовир Искър. Разстоянието по пътя до магистрала Тракия е 10 км.
Боерица е разположено на лек наклон и на място зад планински хълм, предпазващ го от ветровете. На практика там никога не духа силен вятър. Има изградена водопроводна и канализационна мрежа. Пътищата са асфалтови. Под селото минава река. Почвата е глинест чернозем, характерен за Самоковската и Ихтиманската област.

## История
Селото е основано около 1570 г. от турски бей, когото са наричали Хаджи Амза. Оттам идва и първото му име „Аджамза“, преработено през български език. Отначало населението се е състояло от турци, преселници от Анадола, като покрай тях постепенно са се заселвали и българи. Никъде в историята на селото не е споменато за каквито и да са етнически проблеми. Към Освобождението вече българите са били многократно повече от турците, като след 1878 г. там не е останал нито един турчин, всички са се изселили към Турция. Техните имоти са били купени от българите, но вероятно някои просто са били изоставени. Оттогава там живеят само българи, няма постоянно пребиваващи цигани, но понастоящем населението е между 100 и 200 души.

## Обществени институции
Историята на с. Боерица се пази в селската библиотека. В старата книга са вписани всички участници от войните.

## Културни и природни забележителности
В селото има църква. Винаги на Великден и на др. празници, църквата отваря врати и в тържествена обстановка приема множество миряни.
В селото има и параклис в местността Чучукалан, построен като молба на хората за здраве и повече дъжд. Наистина в селото много рядко вали и облаците като че ли го заобикалят. В него се провежда селският събор, който се празнува на св.„Спас“ (Спасовден) всяка година. На събора на селото се събират много хора. Празникът продължава с голямо хоро и много веселба на площада на селото.
Природните забележителности на село Боерица са неописуемо красиви.

## Редовни събития
Всяка година 40 дни след Великден се провежда събор.